# XIII Premis Turia
Els XIII Premis Turia foren concedits el 3 de juliol de 2004 per la revista valenciana Cartelera Turia amb la intenció de guardonar les persones i col·lectius que haguessen destacat l'any anterior en qualsevol de les categories i seccions que cobria la revista: cinema (pel·lícula espanyola i estrangera, actor i actriu), teatre, arts plàstiques, literatura, gastronomia, mitjans de comunicació, esports, música, literatura i actriu porno. La llista de guanyadors era escollida per l'equip de redactors i col·laboradors de la revista.
La concessió es va fer pública a un restaurant a Canet d'En Berenguer, al que hi assistiren el secretari de cultura autonòmic, David Serra Cervera, l'ex conseller de cultura Fernando Villalonga Campos i l'ex ministra de Cultura, Carmen Alborch, així com l'actor porno Nacho Vidal o el cineasta Juanma Bajo Ulloa. En el menjar, a més, es va fer un homenatge a Manuel Vázquez Montalbán, mort l'any anterior. L'entrega dels guardons es va fer a l'Auditori de Burjassot i fou presentada per Tonino i Juanjo de la Iglesia i va acabar amb una actuació de Marlango, grup liderat per Leonor Watling.
El premi consistia en una estàtua que imitava la que sortia a la mítica pel·lícula El falcó maltès (1950) de John Huston.

## Guardons
Els guanyadors de l'edició foren:
| Categoria                                 | Premiat                                | Labor premiada                                                                                    |
| ----------------------------------------- | -------------------------------------- | ------------------------------------------------------------------------------------------------- |
| Millor Pel·lícula Espanyola               | Soldados de Salamina                   | David Trueba                                                                                      |
| Millor Pel·lícula Estrangera              | Bowling for Columbine                  | Michael Moore                                                                                     |
| Millor Opera Prima                        | la suerte dormida                      | Ángeles González Sinde                                                                            |
| Millor Opera Prima                        | Las horas del día                      | Jaime Rosales                                                                                     |
| Premi nous realitzadors                   | A la ciutat                            | Cesc Gay                                                                                          |
| Premi millor documental                   | Euskal pilota. Larrua harriaren kontra | Julio Medem                                                                                       |
| Premi Especial Cinema                     | Juli Mira'                             | -                                                                                                 |
| Premi Especial Cinema                     | Basilio Martín Patino                  | -                                                                                                 |
| Premi Especial Turia                      | My Life Without Me                     | Isabel Coixet                                                                                     |
| Premi Especial Turia                      | La vida mancha                         | Enrique Urbizu                                                                                    |
| Premi Especial Turia                      | ¡Hay motivo!                           | Pel·lícula col·lectiva                                                                            |
| Premi millor curtmetratge valencià        | Un cuento chino                        | Antonio Llorens Sanchis                                                                           |
| Millor Actor                              | Luis Tosar                             | Te doy mis ojos                                                                                   |
| Millor Actriu                             | Ariadna Gil                            | Soldados de Salamina                                                                              |
| Millor Actriu                             | Laia Marull                            | Te doy mis ojos                                                                                   |
| Millor Actor Revelació                    | Juan Sanz Zorita                       | La vida mancha                                                                                    |
| Millor Actriu Revelació                   | Marta Etura                            | La vida que te espera                                                                             |
| Millor contribució teatral                | Vol-Ras                                |                                                                                                   |
| Premi Especial Teatre                     | Estellés per les teulades              | de Vicent Andrés Estellés. Actors: Cristina Plazas i Vicent Genovés. Dr.: Josep Manel Gil Baquero |
| Millor contribució arts plàstiques        | Manuel Boix                            |                                                                                                   |
| Millor contribució gastronòmica           | Steve Anderson, restaurant Seu-Xerea   | -                                                                                                 |
| Millor contribució cívica                 | Bernat Sòria Escoms                    |                                                                                                   |
| Millor contribució literària              | Almudena Grandes                       | Los aires difíciles                                                                               |
| Millor contribució literària              | Carmen Amoraga Toledo                  | La larga noche                                                                                    |
| Premi Especial Literatura                 | Luis García Montero                    |                                                                                                   |
| Millor contribució esportiva              | Amaya Valdemoro Madariaga              | jugadora del Ros Casares València                                                                 |
| Millor programa de televisió              | Una altra cosa d'Andreu Buenafuente    | TV3                                                                                               |
| Millor contribució mitjans de comunicació | Iñaki Gabilondo                        | Pel programa Hoy por hoy de la Cadena ser                                                         |
| Millor contribució mitjans de comunicació | Le Monde Diplomatique                  | 50è Aniversari                                                                                    |
| Premi especial periodisme                 | José Ángel Ezcurra Carrillo            | Director de la revista Triunfo                                                                    |
| Millor contribució cultural del còmic     | El Víbora                              |                                                                                                   |
| Millor Actriu Porno Europea               | UMA                                    |                                                                                                   |
| Premi Huevo de Colón                      | Benito Pocino                          | Mortadel·lo                                                                                       |

## Premi per votació dels lectors
| Categoria                    | Pel·lícula       | Director        |
| ---------------------------- | ---------------- | --------------- |
| Millor pel·lícula espanyola  | Te doy mis ojos  | Icíar Bollaín   |
| Millor pel·lícula estrangera | Good Bye, Lenin! | Wolfgang Becker |